# Villa der Quintilier

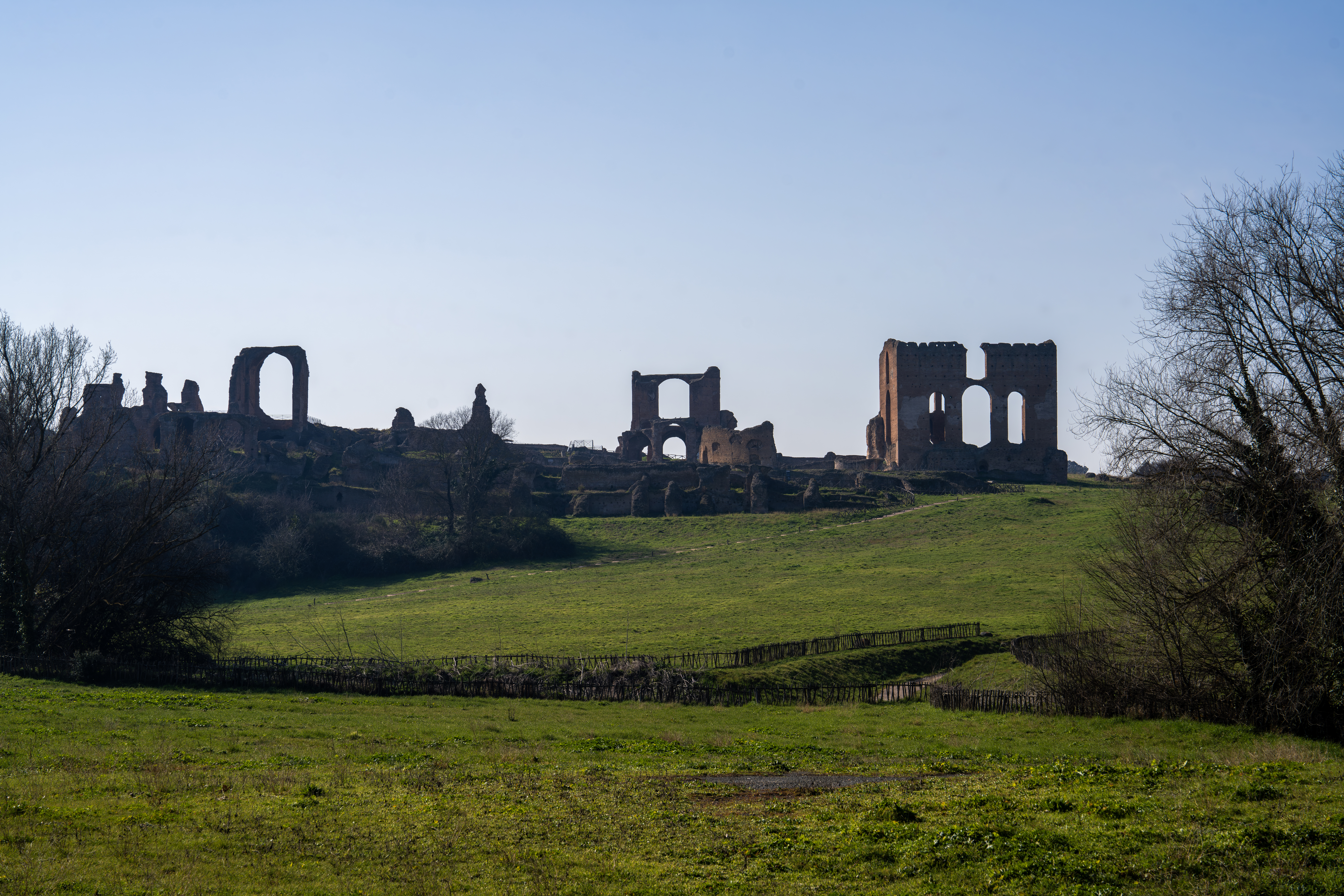
Ruinen der Villa der Quintilier von der Via Appia Nuova aus gesehen

Die Villa der Quintilier war eine luxuriöse Villa an der Via Appia außerhalb von Rom. Sie wurde um das Jahr 150 n. Chr. von den Brüdern Sextus Quintilius Valerius Maximus und Sextus Quintilius Condianus errichtet, die im Jahr 151 Konsuln waren. 182 eignete sich Kaiser Commodus die Villa an, nachdem er die Brüder unter dem Vorwand, sie hätten eine Verschwörung geplant, hinrichten hatte lassen. Danach wurde die Villa von ihm zu seiner Residenz erweitert. 2023 wurde dort ein luxuriöses Weingut gefunden.
Die Ruinen der Villa erstrecken sich heute über eine relativ große Fläche zwischen der Via Appia Antica und der Via Appia Nuova. Die Gebäude stammen aus dem 2. bis zum 4. Jahrhundert. Auffälligster Gebäudeteil ist der Rest eines großen Nymphäums direkt an der Via Appia Antica, das ursprünglich der Eingang in die Anlage war. Im Mittelalter wurde dieses Nymphäum von den Grafen von Tusculum zu einer Festung umgebaut, um die Via Appia zu kontrollieren.